# Hoplodrina centralasiae
Hoplodrina centralasiae là một loài bướm đêm trong họ Noctuidae.